# Music for a Big Night Out
Music for a Big Night Out er Scooters sekstende studiealbum, udgivet i 2012 af Sheffield Tunes i Tyskland, Forud for den første single "4 AM" den 7. september 2012. Den anden single "Army of Hardcore" blev udgivet på samme dag som albummet.

## Spor
- Alle MC tekster skrevet af H.P. Baxxter alias "Bass Junkie".

1. Full Moon
2. I'm a Raver, Baby
3. Army of Hardcore
4. 4 A.M.
5. No Way to Hide
6. What Time Is Love?
7. Overdose (Frazy)
8. Talk About Your Life
9. I Wish I Was
10. Black Betty
11. Too Much Silence
12. Last Hippie Standing

### iTunes Deluxe udgave bonusnumre
1. "Army of Hardcore (Extended Club Mix)"
2. "4 A.M. (Picco Remix)"
3. "4 A.M. (Clubstar UK Mix)"
4. "4 A.M. (Music Video)"

Editions
- En Begrænset udgave udgave af albummet har en speciel T-shirt, som ikke er tilgængelig i en almindelig butik.

## Chart Positioner
| Titel                       | Chart-Positioner | Chart-Positioner | Chart-Positioner | Chart-Positioner |
| Titel                       | Tyskland         | Tjekkiet         | Østrig           | Schweiz          |
| --------------------------- | ---------------- | ---------------- | ---------------- | ---------------- |
| "Music for a Big Night Out" | 10               | 27               | 37               | 47               |